# Ummidia macarthuri
Espèce
Ummidia macarthuri est une espèce d'araignées mygalomorphes de la famille des Halonoproctidae.

## Distribution
Cette espèce est endémique des États-Unis. Elle se rencontre en Arkansas, au Mississippi, au Tennessee, au Kentucky, en Illinois et en Indiana.

## Description
La carapace du mâle holotype mesure 4,91 mm de long sur 4,88 mm et la carapace de la femelle paratype mesure 7,03 mm de long sur 7,57 mm.

## Étymologie
Cette espèce est nommée en l'honneur du général Douglas MacArthur.

## Publication originale
- Godwin & Bond, 2021 : « Taxonomic revision of the New World members of the trapdoor spider genus Ummidia Thorell (Araneae, Mygalomorphae, Halonoproctidae). » ZooKeys, no 1027, p. 1-65 (texte intégral).